# Kaligedang
Kaligedang is een bestuurslaag in het regentschap Bondowoso van de provincie Oost-Java, Indonesië. Kaligedang telt 1730 inwoners (volkstelling 2010).